# Shon Nadorgin
Shon Nadorgin (hebr. שון נדורג'ין ;ur. 2002) – izraelski zapaśnik walczący w stylu klasycznym. Zajął 37. miejsce na mistrzostwach świata w 2023. 
Trzynasty na mistrzostwach Europy w 2023 i 2024. Trzeci na ME w 2023 roku.